# Прапор Гамбурга
Існує три прапори Гамбурга, Німеччина. Цивільний прапор (Landesflagge), урядовий прапор Гамбурга (Staatsflagge) і прапор адміралтейства ( Admiralitätsflagge ), складаються з герба Гамбурга на червоному прапорі.

## Огляд
На цивільному прапорі зображено білий замок із трьома вежами на червоному тлі. Вважається, що найстаріша печатка із замком датується 1241 роком. Перший прапор у нинішньому вигляді з’явився в середині 16 століття, хоча, швидше за все, це було червоне поле, біла накладка та червоний замок. Приблизно після 1623 року герб почали опускати, залишаючи червоний замок на білому або білий замок на червоному. Лише в 1751 році білий замок на червоному було визнано прапором Гамбурга. 
Цивільний прапор є вільним для використання всіма. Урядовий прапор Гамбурга використовується лише Сенатом Гамбурга як главою землі. Цей прапор був створений у 1897 році з нагоди відкриття нової ратуші. Прапор Адміралтейства Гамбурга використовується лише для державних будівель, пов’язаних із судноплавством, і біля причалів човнів водної поліції Гамбурга, оскільки більше немає справжніх військових кораблів під командуванням міста. На ньому зображено адміралтейський герб, який існує з 1642 року.  

## Прапори районів Гамбурга

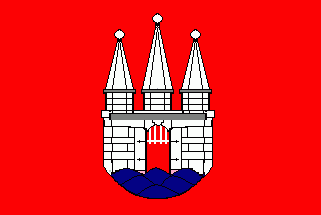
Альтона
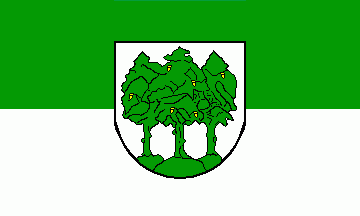
Бергедорф
Аймсбюттель
Гамбург-Центр
Гамбург-Північ
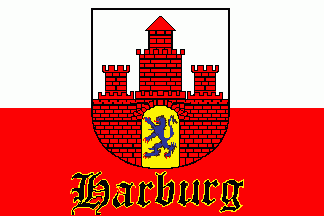
Гарбург
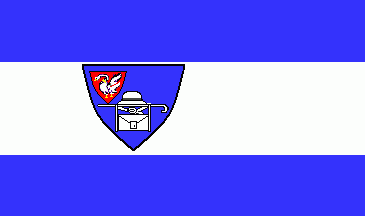
Вандсбек

## Зовнішні посилання
Вікісховище має мультимедійні дані за темою: Прапор Гамбурга